# Canale Reno-Meno-Danubio
Il canale Reno - Meno - Danubio (tedesco: Rhein-Main-Donau-Kanal), della lunghezza di circa 171 km, collega il Meno (da Bamberga) al Danubio (a Kelheim).

Oltre alla sua funzione "commerciale", il canale alimenta il bacino del Regnitz, fornendo l'approvvigionamento idrico alle zone circostanti; con 406 m s.l.m. in Baviera, il canale è la via d'acqua navigabile più alta d'Europa.
Oltre ai due fiumi sopracitati, il canale collega il Mare del Nord e l'Oceano Atlantico al Mar Nero, fornendo un'arteria navigabile tra il delta del Reno (a Rotterdam nei Paesi Bassi) e il delta del Danubio in Romania (oppure il canale Danubio-Mar Nero).

## Storia

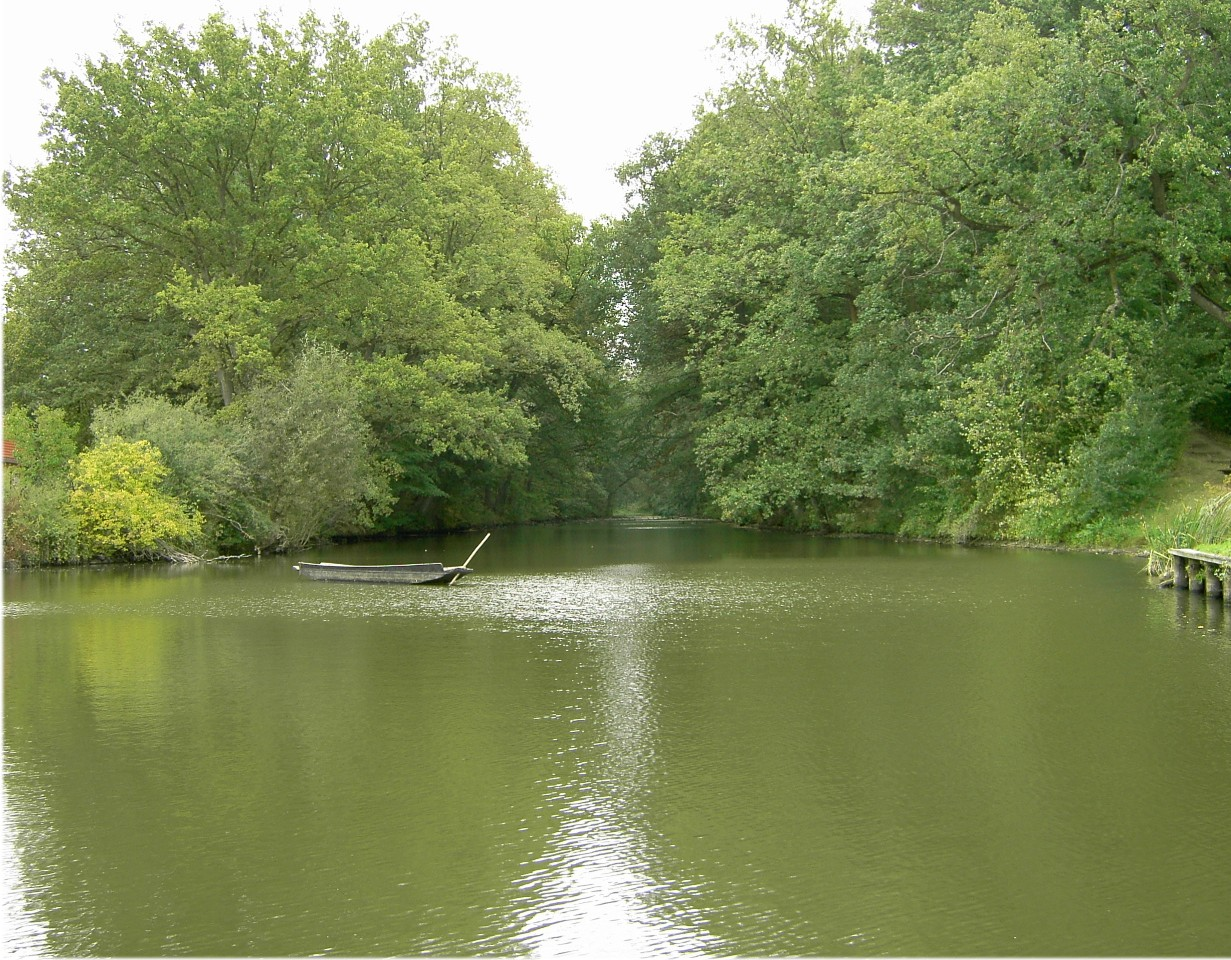
La fossa Carolina

Il primo collegamento navigabile tra il Reno, il Meno, ed il Danubio, venne ideato nell'anno 793 da Carlo Magno; era vicino all'odierna città di Treuchtlingen e si chiamava Fossa Carolina (anche Karlsgraben). Tuttavia, il progetto non ebbe successo e quindi fu abbandonato poco dopo la sua costruzione.
Solo dopo la Guerra dei trent'anni, ma soprattutto con l'inizio della rivoluzione industriale in Germania, venne ideato un altro progetto che prevedeva la costruzione di un canale artificiale.
Con le guerre napoleoniche, i progetti per la creazione del canale furono elaborati. Nel 1825, il re Ludovico I di Baviera incaricò il regio architetto Heinrich Freiherr von Pechmann di elaborare progetti sul corso d'acqua. Dopo undici anni di lavoro (e quindi nel 1846) venne aperto il Canale Ludovico I Danubio-Meno, da Bamberga e Kelheim (lunghezza circa 173 km).
Il canale, però, fu usato solamente per il trasporto di legnami e pietra.

### Le due guerre mondiali
Negli anni delle due guerre mondiali, il canale fu presto distrutto; nel 1950 era chiuso.
A partire dal 1960, intere sezioni del corso d'acqua vennero interrate; l'autostrada A 73 (Frankenschnellweg) tra Norimberga e Forchheim corre in gran parte sull'alveo dell'antico canale.

### Oggi
Il percorso del canale Meno-Danubio odierno è all'incirca quello del suo predecessore. Un tratto lungo circa 65 km tra Beilngries e Norimberga oggi è funzionale ed ancora in gran parte nella sua condizione originale.